# Culture de l'Estonie

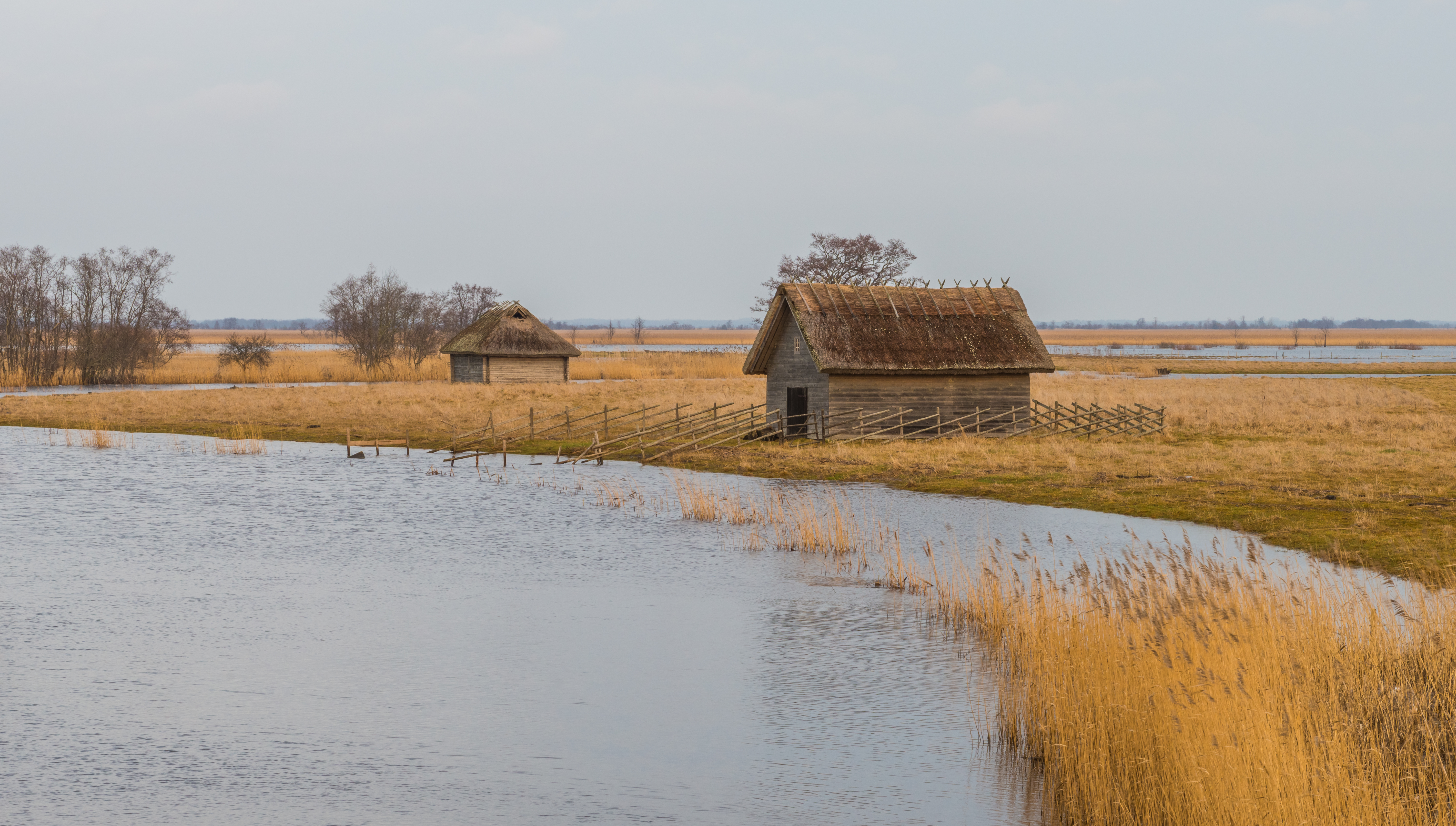
Cabanes de pêcheurs dans le Parc national de Matsalu

La culture de l'Estonie, pays de l'Europe du Nord, désigne d'abord les pratiques culturelles observables de ses habitants (1 900 000, estimation 2023) (0,5 million vers 1750, 2 millions vers 1900 et 2000), et des diasporas (environ 900 000 personnes).
L'Estonie se trouve dans la sphère de culture européenne. Par exemple, Tallinn (Reval à l'époque) était, au Moyen Âge, la ville la plus orientale de la Ligue hanséatique.
L'Estonie compte de nombreuses minorités, dont les Russes (25,7 % de la population), les Ukrainiens (2,1 %), les Biélorusses (1,2 %), les Finnois (0,8 %)… L'importance de la population russophone découle de l'occupation soviétique et de l'industrialisation forcenée dont l'Estonie a fait l'objet à l'époque russe puis soviétique.

## Langues et populations
- Langues en Estonie :
  - estonien (69 % en L1, 14 % en L2)
  - russe (30 % et 38 %)
  - anglais (<1 % et 38 %),
  - > 1000 : finnois, ukrainien, biélorusse, letton, tatar, romani baltique, (romani Laiuse)
  - < 1000 : arménien, azéri, allemand, polonais, géorgien
- Langues baltes, Langues dans les pays baltes
- Langues fenniques, Langues finno-ougriennes, Langues sud-estoniennes
- Langue des signes estonienne, Langue des signes russe
- Groupes ethniques en Estonie : Estoniens (69 % en 2000), Démographie de l'Estonie
  - Finnois d'Ingrie, Ingriens, Roms, Russes baltes, Setos, Suédois d'Estonie, Tchoudes, Võros
  - Roms d'Estonie (de)
- Citoyenneté indéterminée (non-citoyens d'Estonie)

## Religion

Cathédrale Alexandre Nevsky à Tallinn

- Mythologie estonienne
- Religion en Estonie

## Arts visuels
- Art en Estonie (en)
- Céramique en Estonie (et), Liste de céramistes estoniens
- Liste de sculpteurs estoniens
- Estonian artists (en), Artistes estoniens
- Architecture en Estonie ; Liste d'architectes estoniens (en)

## Littérature
L'estonien n'est pas une langue indo-européenne mais finno-ougrienne de même que le finnois et le hongrois. L’estonien littéraire nait tardivement, entre le XVIe et le XVIIe siècle. Cette langue est surtout utilisée par des pasteurs allemands pour transmettre la littérature religieuse. Le plus ancien livre en estonien est le catéchisme de Wanradt et Köll, publié en 1535 à Wittemberg, d'origine réformée.

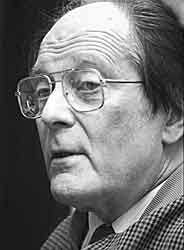
Jaan Kross (1987)

Le XVIIIe siècle voit la naissance de la littérature nationale, et la langue écrite se répand par les almanachs et journaux, colportés jusqu’au fond des campagnes. La littérature est alors composée de récits imités d’œuvres allemandes.
À partir de 1820, Kristjan Jaak Peterson est à l’origine de la poésie estonienne moderne.
Dans les années 1850, dans la suite des mouvements nationaux et romantiques, la littérature connaît un véritable essor, avec notamment la redécouverte du folklore national et la rédaction de l’épopée nationale, le Kalevipoeg, composée par Friedrich Reinhold Kreutzwald, a été publiée entre 1857 et 1861 dans les publications de la Société savante estonienne. L'édition populaire a été publiée en 1862 en Finlande.
À cette période, entre 1860 et 1885, la nation estonienne prend conscience d’elle-même, et la littérature se développe rapidement.
La poésie est un genre particulièrement vivace, symbolisée à cette époque par la poétesse Lydia Koidula.
Comme dans le reste de l’Europe, la fin du XIXe siècle voit le développement d’une littérature réaliste, en particulier avec Juhan Liiv et Eduard Vilde.
Peu après, la littérature s’ouvre de plus en plus aux courants occidentaux, avec le groupe des Jeunes Estoniens. C’est dans ce contexte qu’émerge l’une des figures estoniennes les plus connues à l’étranger, celle de la poétesse Marie Under.
Les années 1920 voient le retour du réalisme, avec Tammsaare (1878-1940).
La période de l’entre-deux-guerres, celle de l’indépendance, contraste fortement avec la suivante, celle de l’exil pour les uns, de la déportation en Sibérie pour les autres. La littérature estonienne en exil demeure très vivace, pour preuve les 2 600 volumes en estonien qui sont parus depuis 1945. En Estonie devenue soviétique, la littérature « bourgeoise » est brûlée, interdite et censurée.
Un certain renouveau se déclare après la mort de Staline, avec les débuts d'auteurs comme Viivi Luik et Jaan Kaplinski, mais surtout Jaan Kross. Il est l'auteur notamment du Fou du Tzar (1978). 
Une fois le retour de l’indépendance, l’Estonie libre retrouve une vitalité littéraire, marquée par l’émergence de nombreux jeunes auteurs, comme Tõnu Õnnepalu, en particulier grâce aux généreuses subventions de la Fondation pour la culture.
- Littérature estonienne, Liste d'écrivains estoniens

## Musique

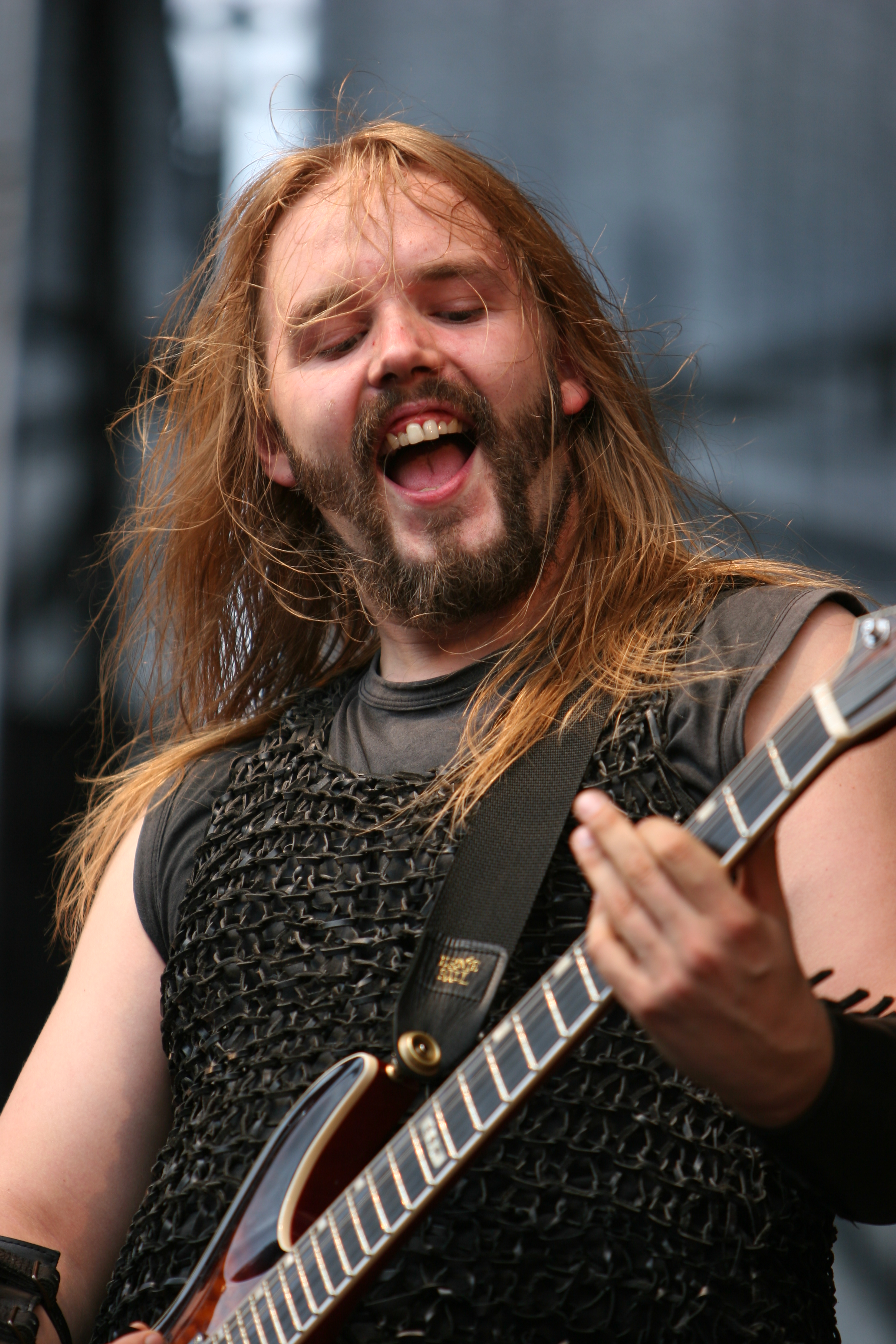
Metsatöll (2006)

Le chant occupe une place importante dans la culture estonienne. En 1988, avec la « Révolution chantante », c'est en chantant que l'Estonie s'est libérée du joug soviétique, comme les autres pays baltes. En 2001, l'Estonie a remporté le concours de l'Eurovision.
Il existe deux grands théâtres en Estonie : le théâtre Estonia à Tallinn fondé en 1865, le théâtre Vanemuine à Tartu fondé en 1883. Tous les registres y sont abordés.

## Cinéma
L'Estonie a certainement le plus faible taux d'audience cinématographique au monde mais elle est très productive surtout en ce qui concerne les films d'animation et documentaires. Un festival est proposé chaque été, consacré au film anthropologique à Pärnu et en hiver c'est à Tallinn que se déroule le « Festival de cinéma des nuits noires ».

## Religion
- Catholicisme en Estonie.

## Sports
L'Estonie est une nation sportive. Le cycliste Jaan Kirsipuu a été vainqueur de nombreuses étapes du Tour de France. À Sydney, la médaille d'or du décathlon a été remportée par Erki Nool. Dans les sports d'hiver, les athlètes estoniens sont très productifs (une médaille d'or, d'argent et de bronze à Salt Lake City). Enfin, en rally, Markko Märtin a remporté plusieurs épreuves au volant de la Ford Focus WRC puis de la Peugeot 307 en 2003, 2004 et 2005.

## Tourisme en Estonie
- Tourisme en Estonie
- Liste du patrimoine mondial en Estonie
- Liste de manoirs en Estonie
- Liste des châteaux estoniens par région
- Liste de fortifications en Estonie
- Liste de musées en Estonie
- Listes de constructions en Estonie (en)
- Listes de centres d'intérêt touristique en Estonie (en)

### Filmographie
- Estonia, film de Hannes Lintrop, Estonian Film Foundation, Eesti filmi Sihtasutus, Tallinn, 2006, 59 min (DVD)